# Sami Fehri
Pour les articles homonymes, voir Fehri.
Sami Fehri (arabe : سامي الفهري), né le 7 novembre 1971 à La Marsa, est un animateur, producteur de télévision, entrepreneur et réalisateur tunisien.

## Biographie

### Débuts
Originaire de La Marsa, il commence sa carrière comme animateur sur RTCI à la fin des années 1990. S'appuyant sur ses talents dans la présentation des émissions et sa maîtrise du français, il décide de rejoindre Tunis 7 et Tunisie 21. Ensuite, il s'inspire d'émissions diffusées en Europe en les proposant à l'ERTT. Cependant, l'ERTT ne peut être une société de diffusion et de production ; il crée donc sa propre boîte de production, Cactus, le 1er janvier 2002.

### Animateur
Il commence à animer l'émission La planète du net ; cette expérience lui permet de trouver des annonceurs et des sponsors pour financer une production. Rêvant d'une émission grandiose, il se rend à Amsterdam où il achète auprès d'Endemol les droits de l'émission Le Maillon faible pour créer Akher Karar, avec les économies qu'il a accumulées. Ensuite, il cherche des fonds pour monter son émission.
Après avoir essayé en vain d'obtenir des crédits auprès des banques, il contacte le groupe Karthago, appartenant au beau-frère du président de l'époque, Belhassen Trabelsi, qui accepte de financer son émission. Un an plus tard, l'émission est diffusée à deux reprises sur Tunis 7 et connaît, entre 2003 et 2005, un succès important, réalisant 80 % des parts d'audience. En 2005, il obtient les droits d'une autre émission, Dlilek Mlak, reprise de celle diffusée sur TF1 et présentée par Arthur, À prendre ou à laisser : cette émission atteint 90 % des parts d'audience entre 2005 et 2007.
S'inspirant de Fehri, la chaîne de télévision achète les droits d'émissions comme Y'a que la vérité qui compte qui devient Andi Mankolek animée par Ala Chebbi. Fehri achète aussi les droits pour une émission pour enfants, le Sofiène show, animée par Sofiène Chaâri en présence en tant que juge de Kawther El Bardi.

### Réalisateur et producteur
En 2008, il crée, réalise et produit sa propre série, Maktoub, dont les scénaristes sont Tahar Fazaa et Tahar Ben Ghédifa. Cette série parle des mariages mixtes avec des personnes de couleur, de drogue et des mères célibataires. Fehri choisit des acteurs connus comme Dhafer El Abidine, Dorra Zarrouk, Jouda Najah, Amel Safta, Sonia Meddeb, Slah Msadek et Kawther El Bardi, ainsi que d'autres acteurs amateurs comme Samira Magroun, Ahmed Landolsi et Radhi Jaïdi, footballeur professionnel. La série est diffusée pendant le mois de ramadan entre le 1er septembre et le 30 septembre 2008 et connaît le succès, dépassant dès le premier jour les audiences de Choufli Hal.
En 2009, au vu du succès de la saison 1, Sami Fehri poursuit le tournage de la série en créant une deuxième saison, qui voit l'arrivée d'acteurs tels que Hend Sabri et Mohamed Driss ; elle est diffusée pendant le ramadan, du 22 août au 19 septembre 2009.
En 2010, Fehri crée, réalise et produit une autre série, Casting avec Fethi Haddaoui, Mariem Ben Chaâbane et d'autres acteurs à l'affiche de Maktoub. Cette série de quinze épisodes est diffusée du 11 août au 9 septembre 2010.
En 2012, il crée une troisième saison de Maktoub qu'il diffuse sur sa propre chaîne, Ettounsiya TV. Cette saison voit l'arrivée du chanteur Lotfi Bouchnak, pour la première fois en tant qu'acteur, et du rappeur Mohamed Amine Hamzaoui. L'histoire se passe avant la révolution, Fehri voulant montrer les anciennes pratiques des membres du Rassemblement constitutionnel démocratique ainsi que du clan Trabelsi.

### Problèmes judiciaires
Après la révolution de 2011, Sami Fehri est interrogé par la justice au sujet de son association avec Belhassen Trabelsi qui a permis à sa société de production d'avoir la mainmise totale sur le paysage médiatique tunisien. Tous ses biens et avoirs sont confisqués et sa société est placée sous administration judiciaire. Il déclare, en août 2012, qu'il est disposé à indemniser tous ceux qui auront établi que son partenariat avec Trabelsi dans la société Cactus leur a porté préjudice.
Le 24 août 2012, un mandat de dépôt est émis à son encontre. D'après la chambre d'accusation de la cour d'appel de Tunis, il est accusé d'usage illicite des ressources de l'Établissement de la télévision tunisienne. Fehri affirme en direct sur Express FM qu'il a subi des pressions de la part du gouvernement, en particulier du ministre Lotfi Zitoun, pour suspendre la diffusion de l'émission La Logique politique. Ce dernier dément catégoriquement toute intervention au correspondant de Libération à Tunis. Fehri déclare vouloir se rendre en prison de son propre gré,, avant de réapparaître le 29 août dans une vidéo diffusée sur Internet où il indique qu'« il est sur la paille et sans le sou et a même dû demander de l'aide à ses amis pour nourrir et subvenir aux besoins de sa famille ». Selon son avocate, ce dernier se rend aux autorités le lendemain,. À la suite d'une ordonnance de la Cour de cassation, prise le 28 novembre 2012, le producteur reste en prison, le ministère de la Justice expliquant que la cassation n'a pas concerné le mandat de dépôt.
Il est finalement libéré de la prison de Mornaguia le 11 septembre 2013.
Le 29 octobre 2019, le ministère public ordonne une interdiction de voyager contre Sami Fehri. Le 5 novembre, une décision de mise en détention pour une durée de cinq jours est ordonnée par le ministère public contre lui en tant qu'administrateur judiciaire de la société Cactus ; les autorités policières effectuent des recherches le lendemain au sein de son domicile et de ceux de ses proches.
Le 9 mars 2021, il est condamné à huit ans de prison et quarante millions de dinars d'amende.

### Vie privée
Il est marié et père de deux filles : l'une, Khedija, joue le rôle de Fatma, une fille adoptée de dix ans, dans la troisième saison de Maktoub, et l'autre, Aïcha, est figurante dans la quatrième saison. Elles jouent toutes les deux dans la série télévisée Awled Moufida ; elles interprètent les filles de Latifa.

## Ettounsiya TV
Après la révolution de 2011 et le départ du président Zine el-Abidine Ben Ali, Sami Fehri lance une chaîne de télévision, Ettounsiya TV, le 16 mars 2011. Cette chaîne n'a pas obtenu d'autorisation officielle d'émettre plus de 17 mois après sa création. Il lance des émissions comme Labès animée par Naoufel Ouertani, La Logique politique inspirée des Guignols de l'info, dont il écrit le scénario avec Naoufel Ouertani, tout en gardant une émission diffusée anciennement sur Tunis 7, Andi Mankolek.

## Sami Fehri Divertissement
En avril 2022, Sami Fehri annonce le lancement de sa plateforme de streaming pour le premier jour du ramadan.

## Activités
| Année                  | Série ou émission        | Profession(s) | Profession(s) | Profession(s) | Profession(s) |
| Année                  | Série ou émission        | Réalisateur   | Animateur     | Producteur    | Scénariste    |
| ---------------------- | ------------------------ | ------------- | ------------- | ------------- | ------------- |
| 2003-2005              | Akher Karar              |               | Oui           | Oui           |               |
| 2008                   | Maktoub 1                | Oui           |               | Oui           |               |
| 2009                   | Maktoub 2                | Oui           |               | Oui           |               |
| 2005-2007 et 2014-2017 | Dlilek Mlak              |               | Oui           | Oui           |               |
| 2010                   | Casting                  | Oui           |               | Oui           | Oui           |
| 2012                   | La Logique politique     |               |               |               | Oui           |
| 2012                   | Maktoub 3                | Oui           |               | Oui           | Oui           |
| 2014                   | Maktoub 4                | Oui           |               | Oui           | Oui           |
| 2015-2017              | Awled Moufida            | Oui           |               | Oui           | Oui           |
| 2015                   | Lissa Faker              |               | Oui           | Oui           |               |
| 2016                   | Denya Okhra (ar)         | Oui           |               | Oui           | Oui           |
| 2017                   | Hkayet Tounsia           |               | Oui           |               |               |
| 2017-                  | Dimanche tout est permis |               | Oui           | Oui           |               |
| 2018                   | Tej El Hadhra            | Oui           |               |               |               |
| 2018-                  | Fekret Sami Fehri        | Oui           | Oui           | Oui           | Oui           |
| 2019                   | Kesmat Wkhayen           | Oui           |               |               |               |
| 2019                   | Awled Moufida 4          | Oui           |               | Oui           | Oui           |
| 2022                   | Baraa                    | Oui           |               | Oui           |               |